# Section d'épreuve de la Légion étrangère
La section d’épreuve de la Légion étrangère,, basée à Corte en Corse au domaine St-Jean, est la dernière section spéciale de discipline de l’armée française. Créée en 1969, elle est dissoute en 1976. 
Il s'agissait de la dernière unité disciplinaire de l'armée française, les autres unités similaires de l’armée régulière (fort d'Aiton et 3e CILA à Obock (TFAI) ayant été dissolues en 1972. 
Elle accueille les légionnaires condamnés pour fautes graves (insubordination grave, désertion, etc.). Leur durée d'affectation est fixée par le Ministre de la Défense sur proposition du colonel commandant le Groupement de la Légion étrangère (GLE). On estime à environ 400 le nombre de légionnaires passés par la SELE pendant ces huit années.

## Histoire
À l'origine des unités disciplinaires de la Légion, il existait une compagnie de discipline des régiments étrangers, basée à Colomb-Béchar au Sahara (qui a accueilli jusqu'à 310 disciplinaires en 1932) puis à la fin de la guerre d’Algérie en 1962, les effectifs de la Légion ayant fondu, il subsista une section de discipline du Sahara, confiée au 2e régiment étranger d'infanterie (2e REI) à Djeniene Bourezg. Celle-ci fut dissoute en 1964.
Pendant cinq ans, la Légion ne disposa plus de corps spécial de discipline.
En 1967, une réflexion fut lancée sur la discipline qui semblait se relâcher au sein des unités de la Légion. Les désertions, nombreuses en cette période post-guerre, étaient aussi un problème à prendre en compte par le commandement. Il fut alors décidé de recréer une section de discipline qui prendra le nom de section d'épreuve de la Légion étrangère.
La légion étant alors établie en Corse au retour d'Algérie, la section d'épreuve fut donc créé à Corte au début 1969. Elle s'installa à l'écart de la garnison de Corte, au domaine Saint-Jean.
La section était placée sous le commandement du chef de corps du 1er régiment étranger puis du groupement de la Légion étrangère (GLE).
Le régime y était dur et de nombreuses punitions, excessives, parfois dégradantes, dépassant le cadre réglementaire, s’y produisaient. De nombreux ex-disciplinaires ont dénoncé des blessures graves, des suicides, et parfois des maltraitances entraînant la mort,. Selon le témoignage d’un jeune gendarme présent en 1976, un charnier d’une « dizaine de squelettes blanchis à la chaux a été mis au jour avec un engin de chantier » sur le site de Saint-Jean.
En 1972, la section d'épreuve passa sous le commandement du groupement d'instruction de la Légion étrangère (GILE) puis du 2e régiment étranger d'infanterie.
Ce n'est qu'en novembre et décembre 1976 que cette section fut d'abord mise en sommeil, puis dissoute. Le double meurtre de Bustanico en Corse septembre 1976, quand un déserteur à l'instruction assassina deux bergers corses, provoqua l’émoi sur l'île et une grande enquête de gendarmerie s’ensuivit. Au cours de celle-ci, l’attention des gendarmes fut portée sur la section d'épreuve, et ce qui s’y passait.
Des jeunes gens d’une vingtaine d’années y furent gravement blessés, rendus instables psychologiquement, d’autres sont morts dans des circonstances parfois obscures.[réf. nécessaire]
Le 14 septembre 2021, un septuagénaire, Michel Trouvain, ex-légionnaire détenu et torturé dans ce camp, entama une grève de la faim « pour que l’on sache qu’un tel lieu existait en France. »

### Vie à la section d'épreuve
Les disciplinaires, affectés à la section d'épreuve étaient affectés au groupe d'instruction. En fonction de leur attitude et des décisions du commandement, ils pouvaient voir leur peine prolongée. Après une période variable, ils pouvaient être affectés au groupe de combat, en phase préparatoire de leur retour en régiment.
La section d'épreuve comptait en général une trentaine de disciplinaires.

## Compagnies disciplinaires des unités de la Légion
La Compagnie Disciplinaire des Régiments Etrangers (CDRE) était stationnée à Colomb-Béchar et a fermé en 1964.
Pendant la guerre d'Indochine, les effectifs engagés en Extrême-Orient justifièrent, en 1946, de la création d'une Compagnie disciplinaire en Extrême-Orient. Celle-ci était stationnée à l'île de Tagne dans la baie de Cam Ranh.
D'autres régiments, au fil des années, eurent leurs propres locaux d'arrêts qui furent parfois vus comme des extensions de la section d'épreuve (Maillebois à Calvi, Kourou, etc.).

## Galerie photos

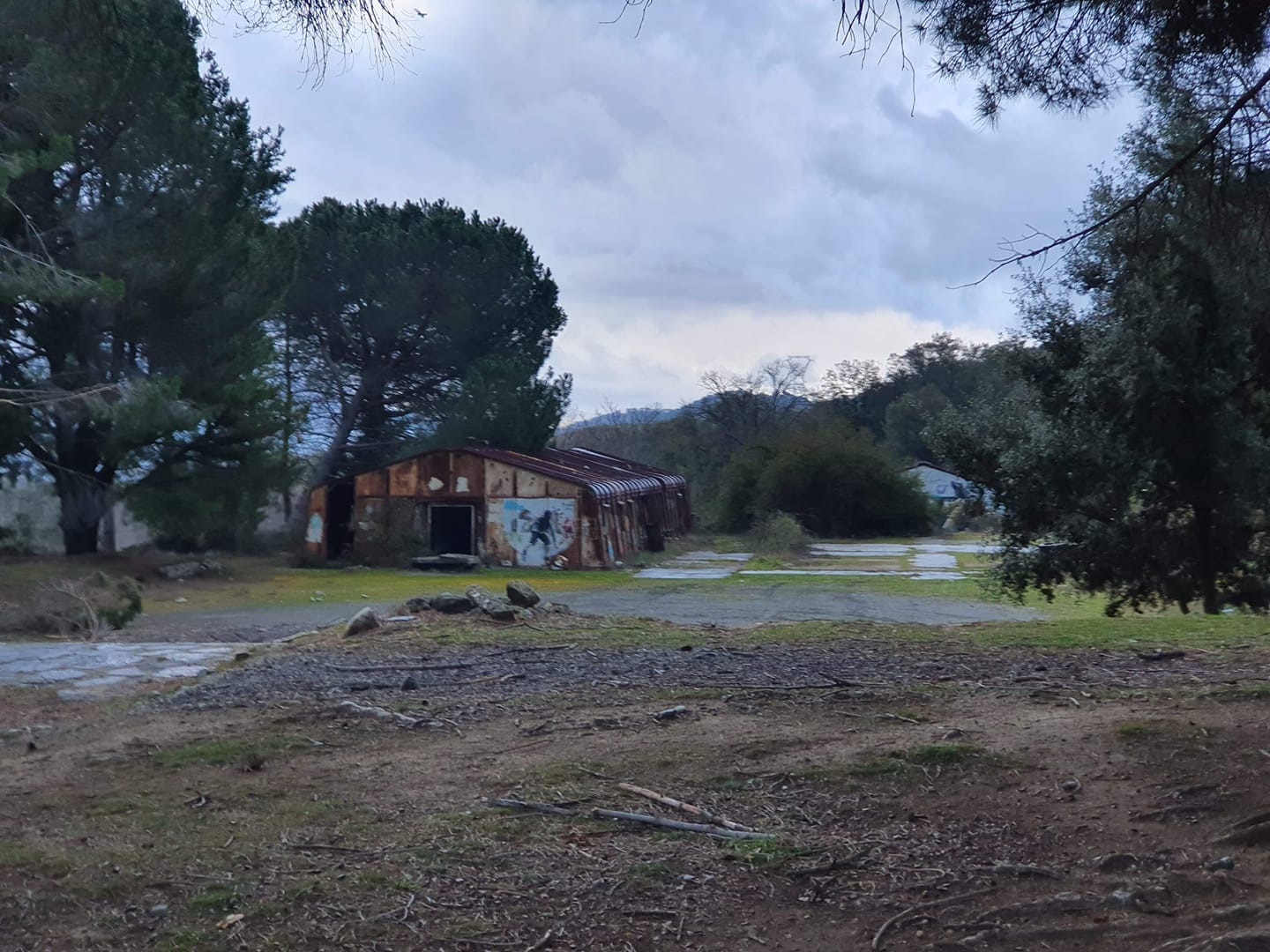
L'ancienne place de rassemblement
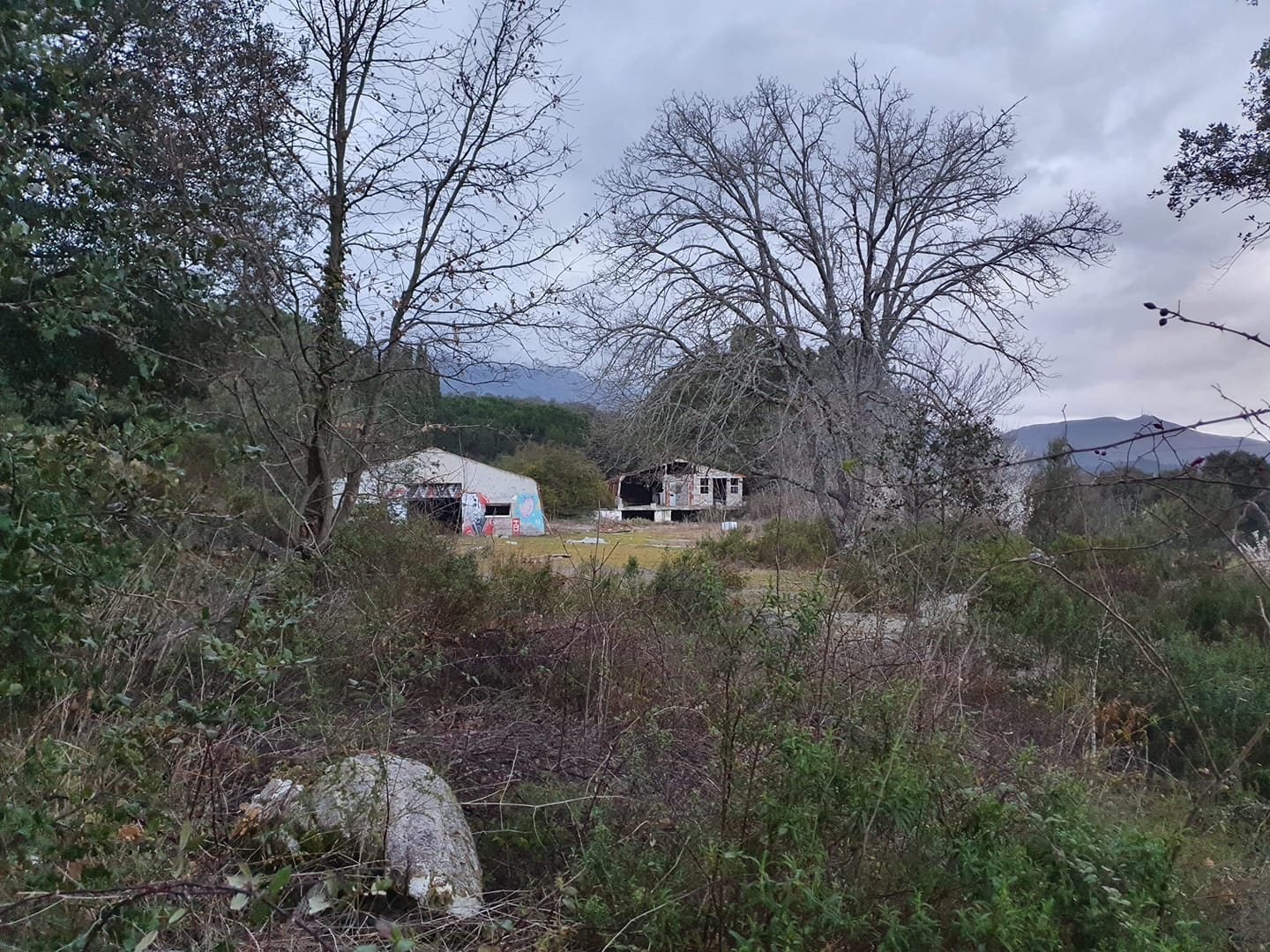
Vue du site
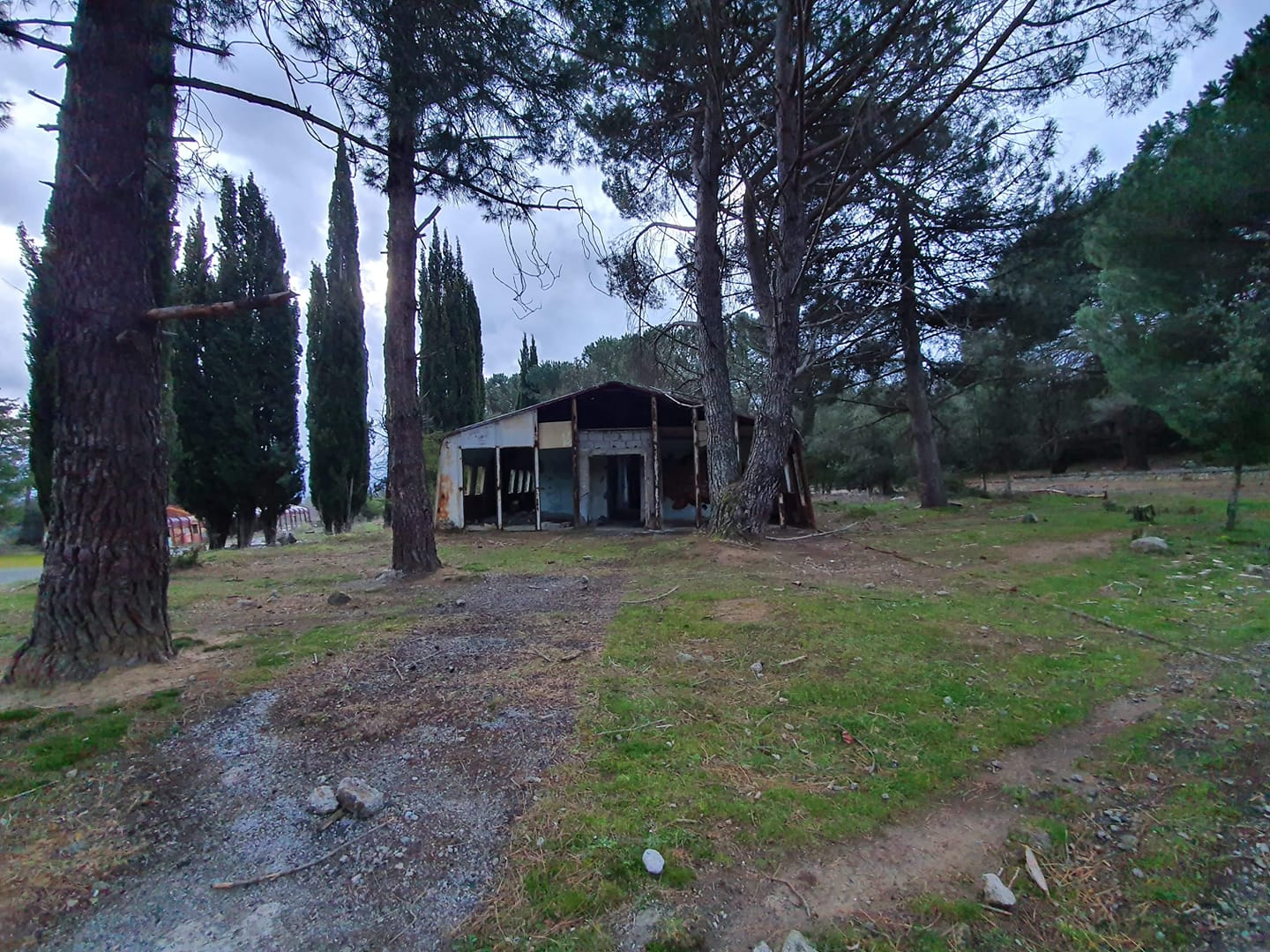
Baraque "commandement".
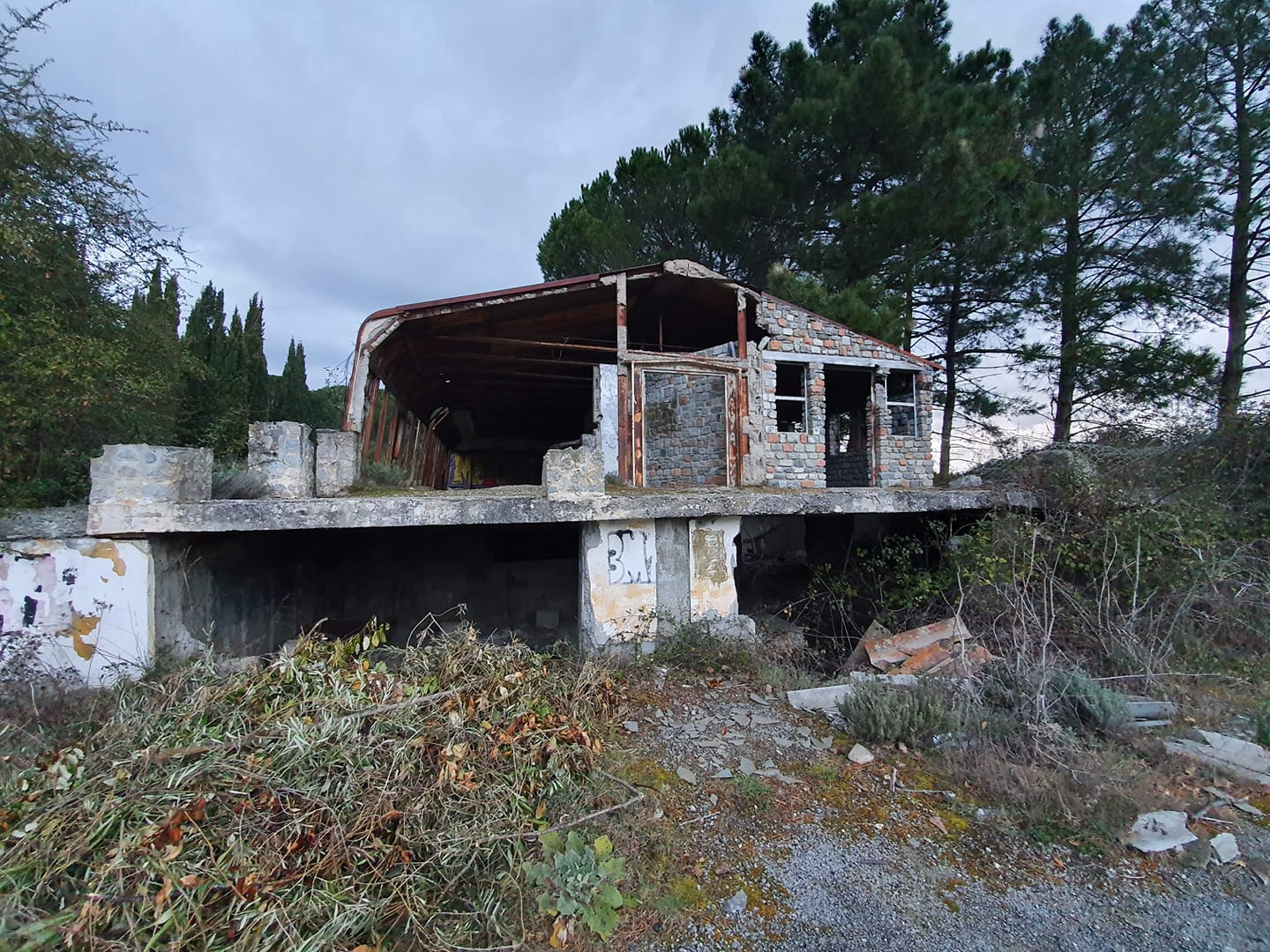
Le mess des cadres, en dessous les anciens cachots.